# Plateosaurus gracilis
Plateosaurus gracilis es una especie del género extinto Plateosaurus de dinosaurio sauropodomorfo plateosáurido que vivió durante el período Triásico, hace entre 210 a 204 millones de años, en lo que hoy es Europa. Es la especie geológicamente más antigua, P. gracilis, anteriormente denominada Sellosaurus gracilis por von huene entre 1907 a 1908, era algo menor, con una longitud total de 4 a 5 metros.